# ボローニャ県

ボローニャ県
Città metropolitana di Bologna

ボローニャ県（ボローニャけん、イタリア語: Città metropolitana di Bologna）は、イタリア共和国エミリア＝ロマーニャ州に属する県級行政区画。県都ボローニャは、エミリア＝ロマーニャ州の州都でもある。
法制上の位置づけは、2015年1月1日に従来の県（Provincia）から大都市圏（Città metropolitana）に移行した。
イタリア語版ウィキペディア等では廃止された Provincia di Bologna と新設された Città metropolitana di Bologna が別項目になっているが、便宜上、それらの線引きも含めて「ボローニャ県」として本項で扱う。

## 地理

### 位置・広がり
エミリア＝ロマーニャ州のほぼ中央部に位置する県である。県都ボローニャは、モデナから南東へ38km、フェラーラから南西へ44km、ラヴェンナから西へ69km、フィレンツェから北へ81km、首都ローマから西北西へ306kmの距離にある。
隣接する県は以下の通り。
- フェラーラ県 - 北
- ラヴェンナ県 - 東
- フィレンツェ県（トスカーナ州） - 南
- プラート県（トスカーナ州） - 南西
- ピストイア県（トスカーナ州） - 南西
- モデナ県 - 西

### 県内の地域と主要な都市
2001年の国勢調査に基づく居住地区（Località abitata）別人口統計によれば、人口1万人以上の都市は以下の通り。
- ボローニャ - 368,304人
- イーモラ - 51,380人
- カザレッキオ・ディ・レーノ - 31,442人
- サン・ラッザロ （サン・ラッザロ・ディ・サーヴェナ市） - 20,805人
- サン・ジョヴァンニ・イン・ペルシチェート - 12,974人
- プログレッソ （カステル・マッジョーレ市） - 11,089人
- カステル・サン・ピエトロ・テルメ - 10,879人

県都ボローニャは、エミリア＝ロマーニャ州の州都でもあり、州最多の人口を擁する都市でもある。
- ボローニャ
- イーモラ

## 行政区画

### コムーネ
ボローニャ県には55のコムーネが属する。主要なコムーネ（人口1万5000人以上）は下表の通り。左端の数字はISTATコードを示す。人口は2023年1月1日現在。
右の地図中の番号は、コムーネのISTATコード下3桁を示す。
| コード | 自治体名                                 | 人口    |
| ------ | ---------------------------------------- | ------- |
| 037006 | ボローニャ                               | 389,200 |
| 037032 | イーモラ                                 | 69,298  |
| 037011 | カザレッキオ・ディ・レーノ               | 35,575  |
| 037054 | サン・ラッザロ・ディ・サーヴェナ         | 32,662  |
| 037061 | バルサモッジャ                           | 31,660  |
| 037053 | サン・ジョヴァンニ・イン・ペルシチェート | 27,779  |
| 037020 | カステル・サン・ピエトロ・テルメ         | 20,760  |
| 037060 | ゾーラ・プレドーザ                       | 19,242  |
| 037019 | カステル・マッジョーレ                   | 18,472  |
| 037008 | ブドリオ                                 | 18,255  |
| 037047 | ピアノーロ                               | 17,654  |
| 037037 | メディチーナ                             | 16,654  |
| 037021 | カステナーゾ                             | 16,154  |
| 037039 | モリネッラ                               | 15,668  |

21世紀に入って以降、以下のコムーネ統廃合 (it:Fusione di comuni italiani) が行われている。
2014年発足
- バルサモッジャ (Valsamoggia)（バッツァーノ、カステッロ・ディ・セッラヴァッレ、クレスペッラーノ、モンテヴェーリオ、サヴィーニョが合併）

2016年発足
- アルト・レーノ・テルメ (Alto Reno Terme)（グラナリオーネ、ポッレッタ・テルメが合併）

## 経済・産業
Città metropolitana di Bolognaは、GDP規模で言うと、2017年に、およそ350億ユーロを記録しており、これは1人あたりで34,251ユーロに相当し、これはミラノ（圏域）、ボルツァーノの次ぐ3位である。
ボローニャの経済は、農産業および畜産業の歴史が長く規模も大きいが、機械産業、自動車産業、エネルギー産業、製靴産業（＝靴工場）、繊維産業、化学産業、印刷・出版産業なども繁栄している。
農業・畜産・食品ではGranarolo社、Conserve Italia、セガフレード・ザネッティ社。機械産業ではCoesia社、IMA社。自動車産業ではDucati（ドゥカティ）社、Lamborghiniランボルギーニ社。印刷・出版ではil Mulino社、Monrif グループ、Zanichelli社。エネルギー産業ではHera Groupなどである。
オートバイメーカーのDUCATI（ドゥカティ）の本拠もボローニャにあり、本社工場もボローニャ西部ボルゴ・パニガーレにある。
サンターガタ・ボロニェーゼには、ランボルギーニの本社および本社工場がある。毎年12月には、ボローニャでボローニャモーターショーが開催される。

## スポーツ

### サッカー
県内に本拠を置くプロサッカークラブとしては以下がある。所属リーグは2012-13シーズン現在。
- ボローニャFC （ボローニャ） - セリエA（1部リーグ）

### モータースポーツ
イーモラにはイモラ・サーキットがあり、かつてはサンマリノグランプリが開催されていた。

## 交通

### 空港
県内には以下の空港がある。
- ボローニャ・ボルゴ・パニゴーレ空港 （ボローニャ）

## 人物

### 著名な出身者
- アンニーバレ・カラッチ - 16-17世紀、バロック期の画家。ボローニャ派の代表的画家のひとり。ボローニャ生まれ。
- グリエルモ・マルコーニ - 19-20世紀の発明家、無線電信開発者。ボローニャ生まれ。
- オットリーノ・レスピーギ - 19-20世紀の作曲家・音楽学者・指揮者。ボローニャ生まれ。
- ディーノ・グランディ - 20世紀前半の政治家。モルダーノ生まれ。
- ピエル・パオロ・パゾリーニ - 20世紀の映画監督。ボローニャ生まれ。
- ルカ・ディ・モンテゼーモロ - 実業家。フィアット社、フェラーリ社、マセラティ社会長。ボローニャ生まれ。
- ピエルルイジ・コッリーナ - サッカー審判員。ボローニャ生まれ。
- アルベルト・トンバ - アルペンスキー選手。サン・ラッザロ・ディ・サーヴェナ生まれ。
- ロリス・カピロッシ - オートバイレーサー。カステル・サン・ピエトロ・テルメ生まれ。